# Esterhazya eitenorum
Esterhazya eitenorum är en snyltrotsväxtart som beskrevs av K. Barringer. Esterhazya eitenorum ingår i släktet Esterhazya och familjen snyltrotsväxter. Inga underarter finns listade i Catalogue of Life.